# Cendres (film, 2015)
Pour les articles homonymes, voir Cendres.
Pour plus de détails, voir Fiche technique et Distribution.
Cendres est un documentaire français réalisé par Mélanie Pavy et Idrissa Guiro, sorti en 2015.

## Fiche technique
- Titre : Cendres
- Réalisation :	Idrissa Guiro et Mélanie Pavy
- Photographie : Idrissa Guiro
- Son : Zacharie Naciri
- Montage : Mélanie Pavy
- Production : Simbad Films
- Distribution : Docks 66
- Pays d’origine :  France
- Durée : 74 minutes
- Date de sortie : France - 10 juin 2015

## Distinctions

### Récompenses
- Île d'or au Festival international du film insulaire de Groix 2014[1]

### Sélections
- Festival du film de Belfort - Entrevues 2013[2]
- Göteborg Film Festival 2013
- Festival international du film francophone de Namur 2014 (« Regards du présent »)[3]